# Tico-tico-sombrio
Tico-tico-sombrio Atlapetes fuscoolivaceus é uma espécie de ave da família Fringillidae.
É endémica da Colômbia.
Os seus habitats naturais são: regiões subtropicais ou tropicais húmidas de alta altitude e florestas secundárias altamente degradadas.
Está ameaçada por perda de habitat.